# Абдаллах ібн Ясін
Абдаллах ібн Ясін аль-Гузулій (араб. عبد الله بن ياسين; ?, Сус, тепер Марокко — 1059, Шавійя, Марокко; похований у м. Касабланці, Марокко) — ісламський релігійний діяч. Засновник братства і династії Альморавідів.

## Життєпис
Вивчав правознавство в м. Кайруані (Туніс).

У 1039 році був запрошений головою племені лемтуна Ях'я ібн Ібрагімом проповідувати іслам.

Абдулла проповідував суворе і неухильно дотримання релігійних обрядів, правила і постанови маліка, був прихильником вузького і фанатичного пуританізму. В результаті цього мав незначне число однодумців серед лемтуна, головним чином в тісному колі вождів племені.

Після смерті Ях'я ібн Ібрагіма Абдалла з декількома своїми послідовниками, в тому числі і вождями лемтуна, змушений був піти на острів на Сенегалі і побудувати собі там рібат. Але вже до 1042—1043 років кількість прихильників Абдаллаха зросла до 1000 осіб, що дозволило їм розпочати боротьбу з берберськими племенами Сахари (лемтуна, ґодала та іншими). Підкорення цих племен було фактично завершено до 1053 або 1055 років, що дозволило Абдаллаху кинути з'єднаних берберів на Магриб. До 1056 року вже були захоплені Сіджильмаса і Сус, в 1057 — Агмат.
Загинув Абдаллах у війні проти племені берегвата 1058 або 1059 року.